# فرودگاه زوریخ
فرودگاه زوریخ (به انگلیسی: Zurich Airport) (به زبان بومی: Flughafen Zürich) یک فرودگاه بین‌المللی مسافربری با کد یاتا ZRH است که یک باند فرود بتن دارد و طول باند آن ۲۵۰۰ متر است. این فرودگاه در شهر زوریخ کشور سوئیس قرار دارد و در ارتفاع ۴۳۲ متری از سطح دریا واقع شده‌است.

## نگارخانه

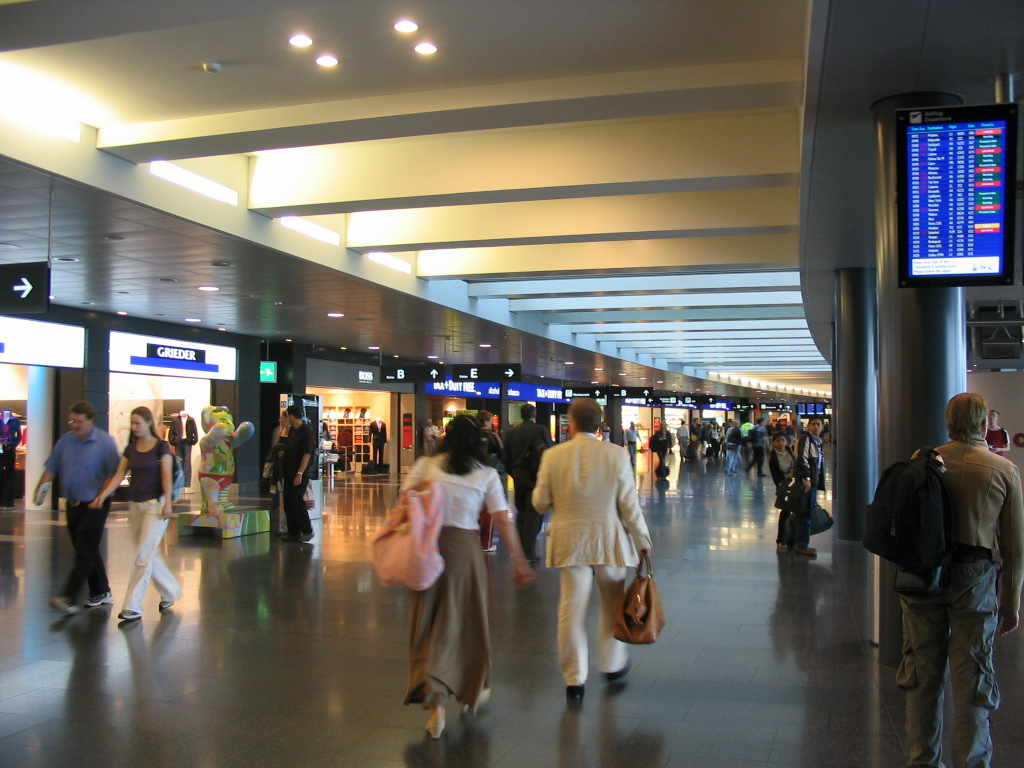
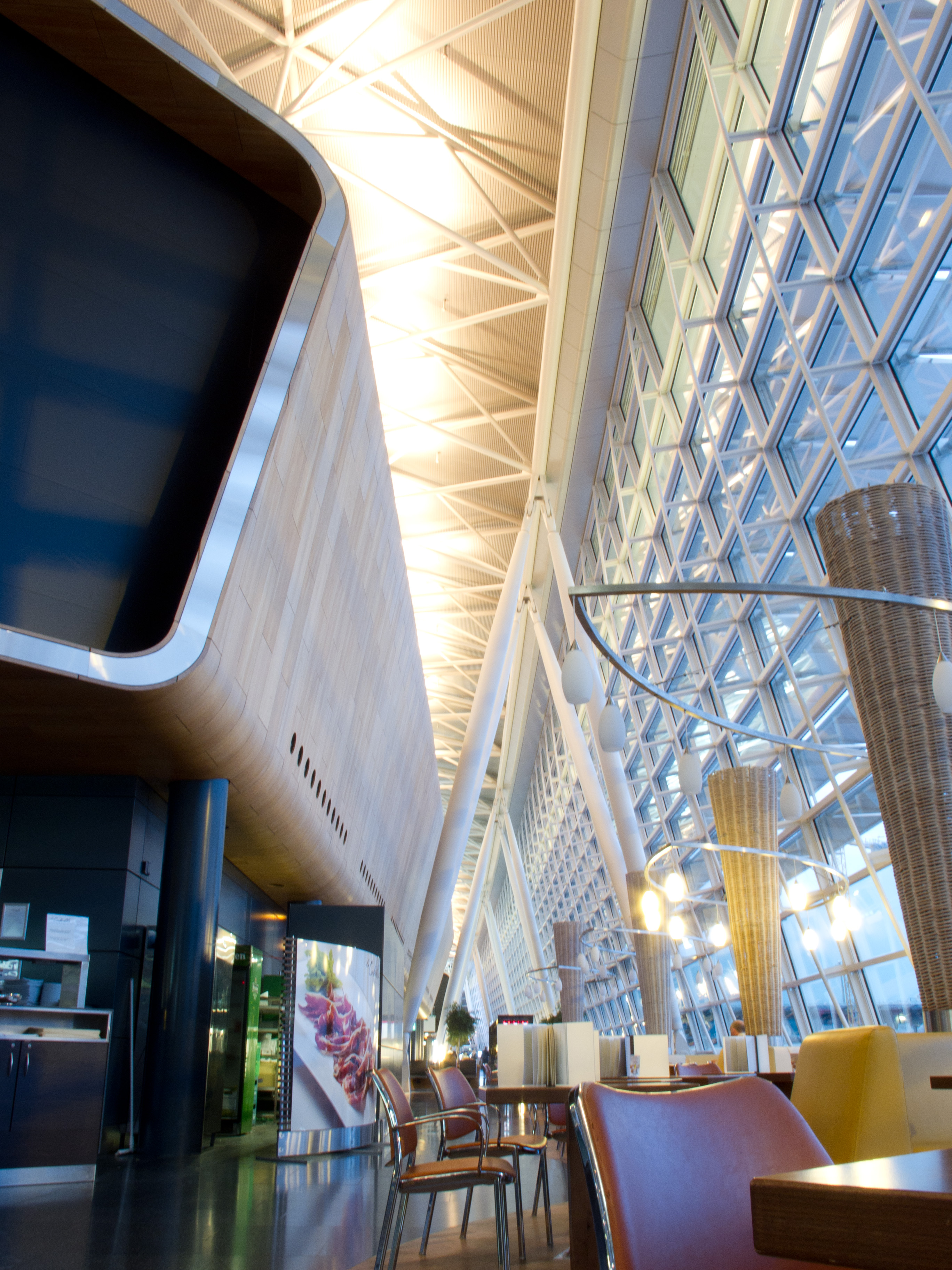
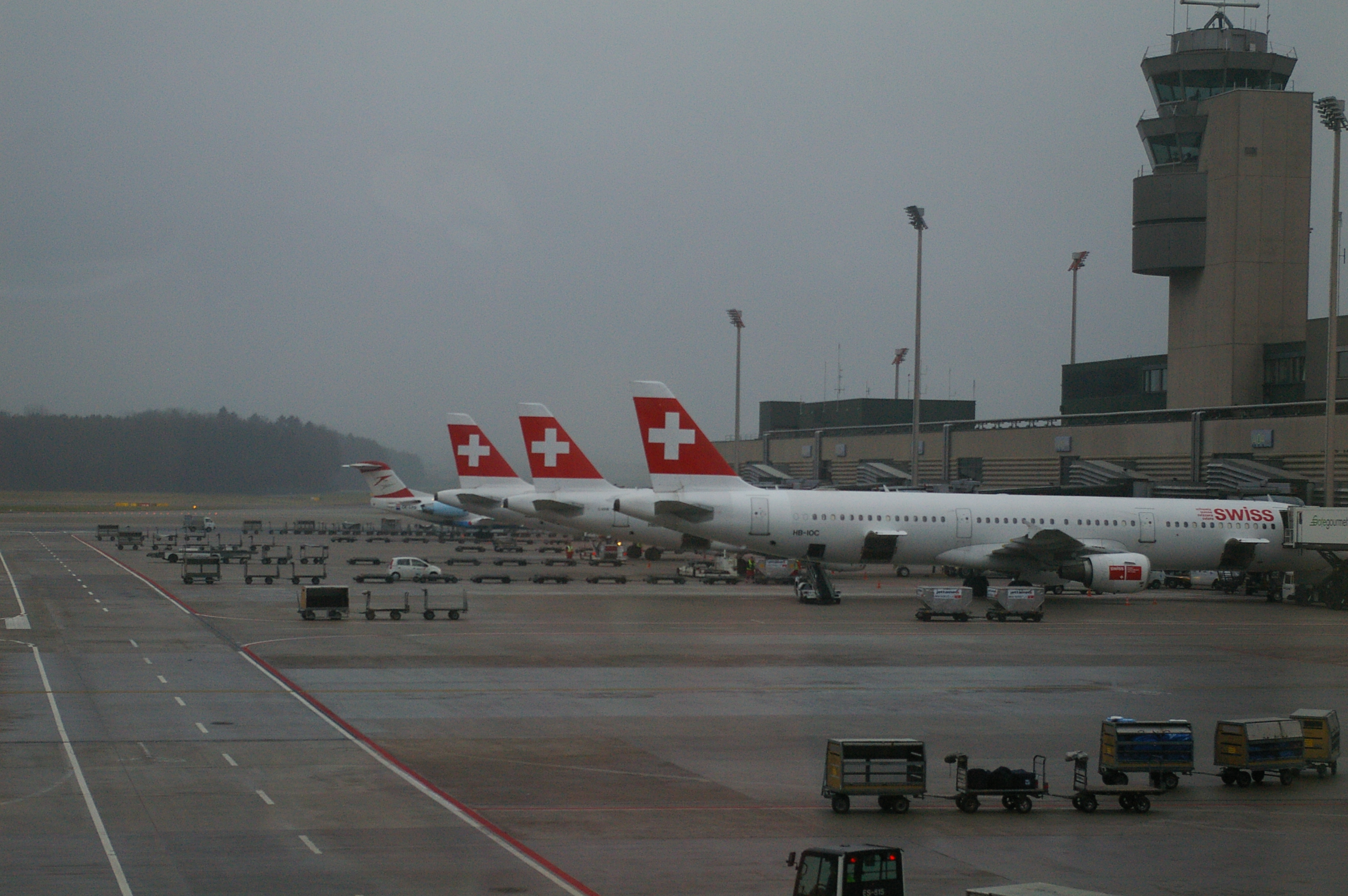
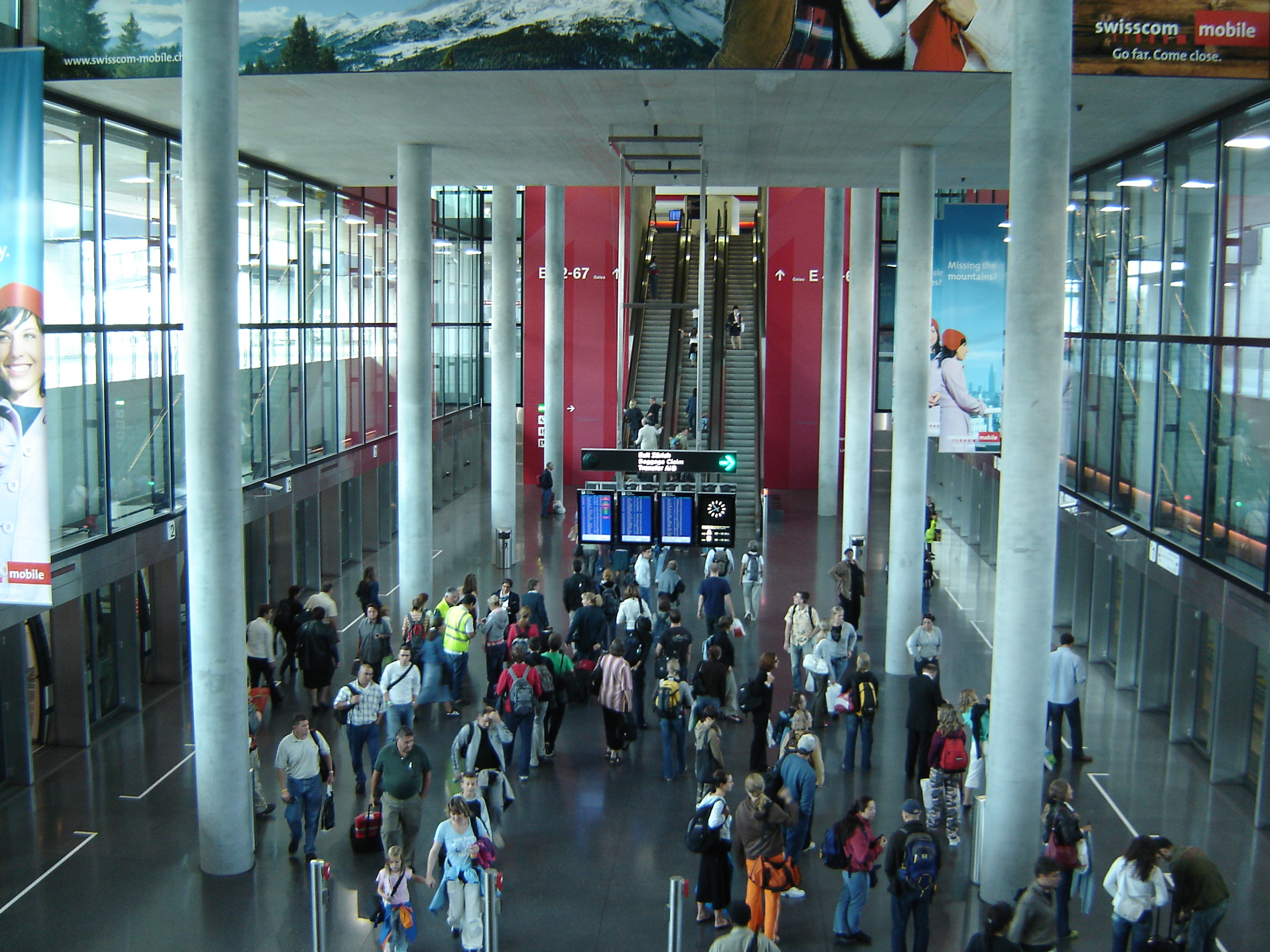
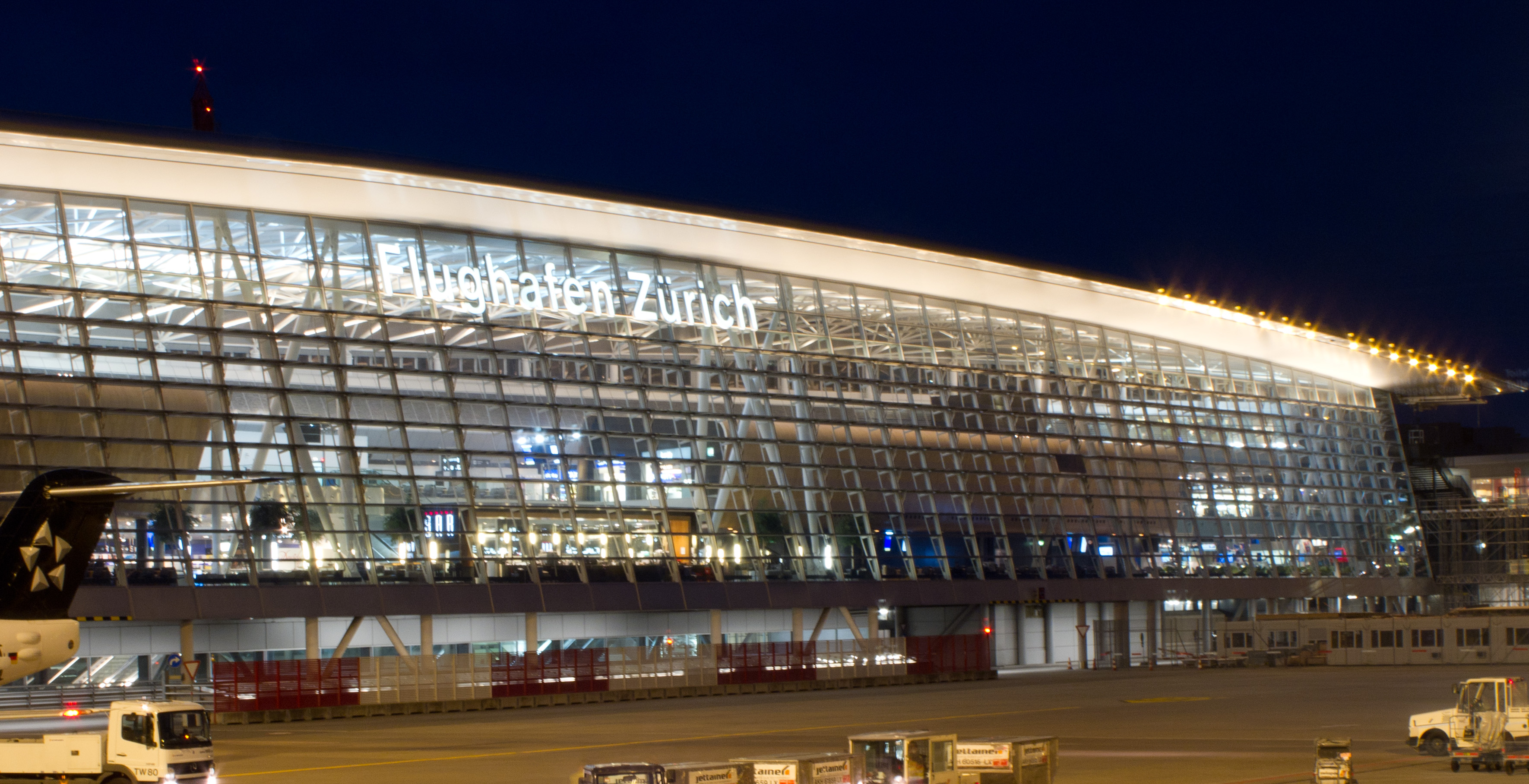
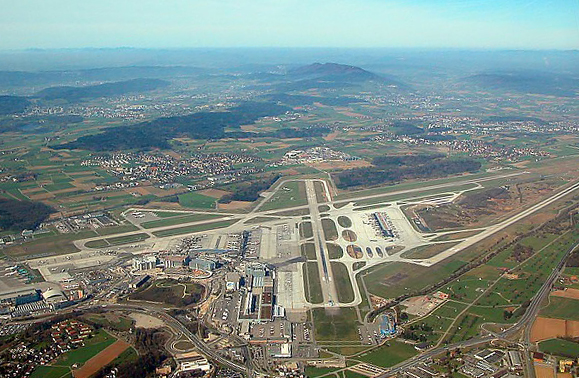
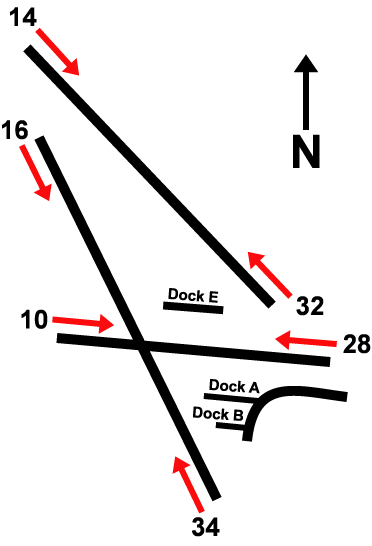
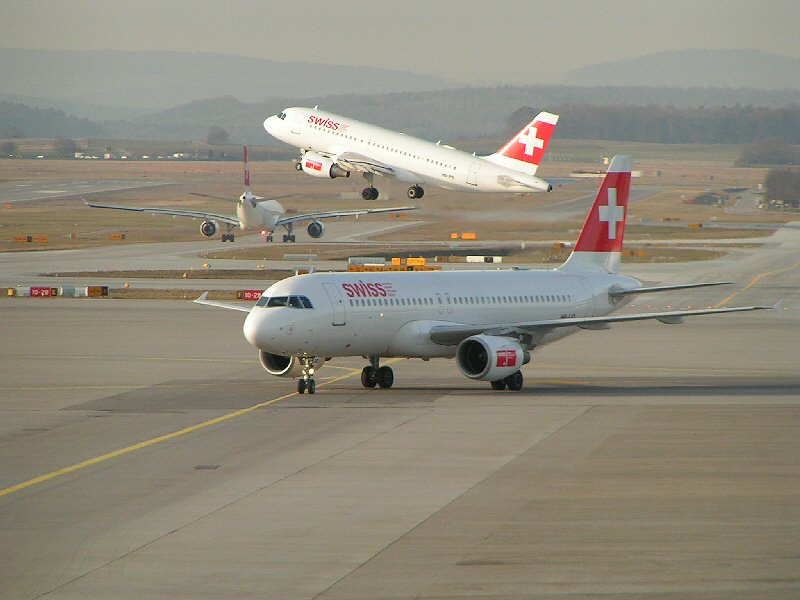

## شرکت‌های هواپیمایی و مقصدهای پروازی

### مسافری
Zürich Airport offers scheduled and charter flights to 196 destinations in 62 countries around the world.
| شرکت‌های هواپیمایی                                          | مقصدهای پروازی |
| ---------------------------------------------------------- | --- |
| آدریا ایرویز                                               | لیوبلیانا |
| ایجین ایرلاینز                                             | آتن فصلی: هراکلین، رود |
| ایر لینگاس                                                 | دوبلین |
| آئروفلوت                                                   | شرمتیوو |
| ایربالتیک                                                  | ریگا |
| ایر کانادا                                                 | پیرسون تورنتو |
| ایر قاهره                                                  | چارتر فصلی: مرسی عالم |
| ایر چاینا                                                  | پکن |
| ایر اروپا                                                  | مادرید-باراخاس |
| ایر فرانس                                                  | شارل دوگل پاریس |
| ایر مالتا                                                  | مالت |
| Air Prishtina اجرا توسط جرمنیا فلوگ                        | پریشتینا، اسکندر کبیر اسکوپیه |
| ایر صربیا                                                  | بلگراد نیکولا تسلا |
| آلیتالیا                                                   | لئوناردو دا وینچی-فیومیچینو |
| آلیتالیا اجرا توسط آلیتالیا سیتی‌لاینر                      | لئوناردو دا وینچی-فیومیچینو |
| امریکن ایرلاینز                                            | جان اف کندی (پایان در ۲۴ مارس ۲۰۱۸), فیلادلفیا (آغاز از ۲۵ مارس ۲۰۱۸) |
| اطلس گلوبال                                                | آتاترک |
| آسترین ایرلاینز                                            | وین |
| بی‌اچ ایر                                                   | فصلی: بورگاس، وارنا |
| بریتیش ایرویز                                              | هیترو لندن |
| بریتیش ایرویز اجرا توسط بی‌ای سیتی‌فلایر                     | لندن سی‌تی چارتر فصلی: ادینبرو |
| بلغاریا ایر                                                | صوفیه |
| کاتای پاسیفیک                                              | هنگ کنگ |
| Cobalt Air                                                 | لارناکا |
| کرندون ایرلاینز                                            | فصلی: آنتالیا |
| هواپیمایی کرواسی                                           | زاگرب فصلی: دوبروونیک، پولا، اسپلیت |
| دلتا ایرلاینز                                              | جان اف کندی فصلی: هارتسفیلد-جکسون آتلانتا |
| ایزی‌جت                                                     | اسخیپول آمستردام، برلین شونفلد، هامبورگ، لیسبون پورتلا، گاتویک، لوتن لندن، ناپل، نیس کوت دازور، ونیز مارکو پولو |
| ادلوایس ایر                                                | کاتانیا-فونتاناروسا، ادینبرو، فوئرته‌ونتورا، کریستیانو رونالدو، گرن کناریا، خوزه مارتی، غردقه، لانزاروته، مرسی عالم، اورلاندو (برقراری مجدد از ۱۶ ژانویه ۲۰۱۸), پالما د مایورکا، پریشتینا، پونتا کانا، ریو دوژانیرو گالیائو، خوآن سانتاماریا، سن پابلو، اسکندر کبیر اسکوپیه، تمپا، تنریف جنوبی، خوآن گئوآلبرتو گومس (آغاز از ۲۶ ژوئیه ۲۰۱۸) فصلی: آنتالیا، میلاس-بودروم، کگلیاری-الماس، کالگری، کانکون، کینتانا رو، کیپ‌تاون، کورفو، دالامان، دنور (آغاز از ۴ ژوئن ۲۰۱۸)، دوبروونیک (آغاز از ۳۰ مارس ۲۰۱۸)، فارو، هراکلین، ایبیزا، اینورنس (آغاز از ۳ ژوئیه ۲۰۱۸)، جزیره کوس، لامتزیا ترمه، لارناکا، مک‌کاران، ابراهیم نصیر، مراکش-منارا، سر سیوساگور رامگولام، ملی جزیره میکناس، اولبیا - کاستا اسمرالدا، پافوس (آغاز از ۳۰ مارس ۲۰۱۸) پوکت، پولا، رود، سن دیه‌گو، ملی سادورینی، اسپلیت، ترومسا، ونکوور، وارنا |
| ال عال                                                     | بن گوریون |
| هواپیمایی امارات                                           | دوبی |
| هواپیمایی اتحاد                                            | ابوظبی |
| یورو وینگز                                                 | دوسلدورف، هامبورگ |
| یورو وینگز اجرا توسط جرمن‌وینگز                             | کلن بن |
| فن‌ایر                                                      | هلسینکی فصلی: کیتیلا (آغاز از ۱۶ دسامبر ۲۰۱۷) |
| فن‌ایر اجرا توسط نوردیک رجیونال ایرلاینز                    | هلسینکی |
| فلای‌بی اجرا توسط بلو آیلندز                                | چارتر فصلی: جرزی |
| جرمنیا                                                     | فصلی: روستوک-لاگه |
| جرمنیا فلوگ                                                | رفیق حریری بیروت، غردقه، مرسی عالم، کنستانتین بزرگ در نیش، پالما د مایورکا، شرم‌الشیخ (آغاز از ۷ اکتبر ۲۰۱۷) فصلی: اگادیر المسیره، اسن‌بوغا، بورگاس، کلوی–سینت-کاترین، هراکلین، خرز، جزیره کوس، لا پالما، لارناکا (برقراری مجدد از ۲ مه ۲۰۱۸), اسپلیت، وارنا چارتر فصلی: فرنسیسکو جسا کارنئیرو |
| Helvetic Airways                                           | فصلی: بوردو–مریگناک، شنن، ترومسا چارتر فصلی: تارب-لورد-پیرنه، شرمتیوو، پالما د مایورکا، پالکوو، ترومسا |
| ایبریا ایرلاین                                             | مادرید-باراخاس |
| ایسلندایر                                                  | فصلی: کفلاویک |
| کاال‌ام                                                     | اسخیپول آمستردام |
| کاال‌ام اجرا توسط کی‌ال‌ام سیتی‌هاپر                           | اسخیپول آمستردام |
| کورین ایر                                                  | اینچئون |
| لوت پولیش ایرلاینز                                         | شوپن ورشو |
| لوفت‌هانزا                                                  | فرانکفورت، مونیخ |
| لوفت‌هانزا رجینال اجرا توسط لوفت‌هانزا سیتی‌لاین              | مونیخ |
| مونته‌نگرو ایرلاینز                                         | پودگوریتسا |
| نوول‌ایر                                                    | چارتر فصلی: النفیضه حمامات |
| عمان ایر                                                   | مسقط |
| پگاسوس ایرلاینز                                            | صبیحه گوکچن |
| هواپیمایی قطر                                              | حمد |
| هواپیمایی پادشاهی مراکش                                    | محمد پنجم |
| الملکیه الاردنیه                                           | ملکه علیا1 |
| هواپیمایی اسکاندیناوی                                      | کپنهاگ، گاردرموئن اسلو، استکهلم-آرلاندا |
| سنگاپور ایرلاینز                                           | چانگی سنگاپور |
| اسکای‌ورک ایرلاینز                                          | فصلی: مرینا دیکمپو |
| سان اکسپرس                                                 | آنتالیا، عدنان مندرس |
| سوئیس اینترنشنال ایرلاینز                                  | اسخیپول آمستردام، آتن، سووارنابومی، بارسلونا-ال پرات، پکن، بلگراد نیکولا تسلا، برلین تگل، لوگان، بروکسل، هنری کواندا، بوداپست فرنک لیست، قاهره، اوهر شیکاگو، کپنهاگ، ژولیوس نیرر، ایندیرا گاندی، دوبی، دوبلین، دوسلدورف، فرانکفورت، گرن کناریا، ژنو، هامبورگ، هانوفر، هنگ کنگ، اولیور تامبو، لیسبون پورتلا، هیترو لندن، گاتویک، لس‌آنجلس، مادرید-باراخاس، مالاگا، منچستر، میامی، میلانو مالپنسا، مونترآل-پییر الیوت ترودو، دوموده‌دوو، چاتراپاتی شیواجی، مسقط، جومو کنیاتا، جان اف کندی، لیبرتی نیوآرک، نیس کوت دازور، کنستانتین بزرگ در نیش، گاردرموئن اسلو، پالما د مایورکا، شارل دوگل پاریس، فرنسیسکو جسا کارنئیرو، لئوناردو دا وینچی-فیومیچینو، پالکوو، سانفرانسیسکو، سائو پائولو گوارولوس، شانگهای پودنگ، چانگی سنگاپور، استکهلم-آرلاندا، بن گوریون، ناریتا، والنسیا، ونیز مارکو پولو، وین، شوپن ورشو فصلی: آلیکانته-الچه، بریندیسی، کاتانیا-فونتاناروسا، آتاترک، عدنان مندرس، مالت، پالرمو، سانتیاگو د کمپوستلا، سارایوو، سالونیک |
| سوئیس اینترنشنال ایرلاینز اجرا توسط آسترین ایرلاینز        | دوسلدورف، گراتس، لوگانو، لوگزامبورگ - فیندل، لیون-سینت اگزوپری، مونیخ، نورنبرگ، اشتوتگارت |
| سوئیس اینترنشنال ایرلاینز اجرا توسط Helvetic Airways       | بیرمنگام، بروکسل، هنری کواندا، بوداپست فرنک لیست، پره‌تولا، گوتنبرگ-لاندوتر، گراتس، هانوفر، منچستر، میلانو مالپنسا، ناپل، شارل دوگل پاریس، پراگ رازیون، صوفیه، اشتوتگارت، شوپن ورشو فصلی: باری، فلسلند برگن |
| سوئیس اینترنشنال ایرلاینز اجرا توسط سوئیس گلوبال ایر لاینز | اسخیپول آمستردام، سووارنابومی، بیلبائو، بروکسل، درسدن، دوسلدورف، پره‌تولا، فرانکفورت، ژنو، گوتنبرگ-لاندوتر، هانوفر، هنگ کنگ، جان پل دوم کراکوف-بالیس، لایپزیگ/هال، لندن سی‌تی، لس‌آنجلس، لوگزامبورگ - فیندل، لیون-سینت اگزوپری، منچستر، میلانو مالپنسا، مونیخ، ناپل، نیس کوت دازور، شارل دوگل پاریس، پراگ رازیون، لئوناردو دا وینچی-فیومیچینو، چانگی سنگاپور، صوفیه، اشتوتگارت، بن گوریون، ونیز مارکو پولو، وروتسواف کوپرنیکوس (آغاز از ۳۰ اکتبر ۲۰۱۷)، زاگرب فصلی: باری، کرک فیگاری ساد-کورسه، سایلت |
| تیلویند ایرلاینز                                           | چارتر فصلی: آنتالیا |
| تاپ پرتغال                                                 | لیسبون پورتلا |
| تاپ پرتغال اجرا توسط TAP Express                           | فرنسیسکو جسا کارنئیرو |
| تای ایرویز اینترنشنال                                      | سووارنابومی |
| ترانساویا.کام                                              | اسخیپول آمستردام |
| تونس ایر                                                   | دیربا–زارزیس، تونس قرطاج فصلی: النفیضه حمامات |
| ترکیش ایرلاینز                                             | آتاترک |
| هواپیمایی بین‌المللی اوکراین                                | بوریسپیل |
| یونایتد ایرلاینز                                           | لیبرتی نیوآرک، دالس واشینگتن |
| ویولینگ                                                    | آلیکانته-الچه، بارسلونا-ال پرات، گرن کناریا، لانزاروته، لیسبون پورتلا، مالاگا، پالما د مایورکا، فرنسیسکو جسا کارنئیرو، پراگ رازیون، لئوناردو دا وینچی-فیومیچینو، تنریف جنوبی فصلی: سانتیاگو د کمپوستلا |

Notes
- ^  الملکیه الاردنیه flights to Amman make a stop in ژنو. The airline, however, does not have eighth freedom rights to transport passengers solely from زوریخ to ژنو.

### باری
| شرکت‌های هواپیمایی | مقصدهای پروازی       |
| ----------------- | -------------------- |
| ترکیش ایرلاینز    | هواری بومدین، آتاترک |